# Barthélemy Jeanson
Pour les articles homonymes, voir Jeanson.
Barthélemy Jeanson, né en 1760 et mort à Paris le 28 septembre 1828, est un architecte et ingénieur français.
Issu d'une famille d'architecte, il a notamment participé à la construction du Petit Trianon et un bâtiment des eaux thermales de Vichy.